# میکی وان
میکی وان (به انگلیسی: Mickey One) فیلمی محصول سال ۱۹۶۵ و به کارگردانی آرتور پن است. در این فیلم بازیگرانی همچون وارن بیتی، الکساندرا استوارت، هرد هتفیلد، فرانکوت تون، جف کوری، کاماتاری فوجیوارا، رالف فودی و آرام آواکیان ایفای نقش کرده‌اند.